# Generali Ladies Linz 1998 - Doppio
Il doppio del Generali Ladies Linz 1998 è stato un torneo di tennis facente parte del WTA Tour 1998.
Alexandra Fusai e Nathalie Tauziat erano le detentrici del titolo e hanno battuto in finale 6–3, 3–6, 6–4 Anna Kurnikova e Larisa Neiland.

## Teste di serie
1. Yayuk Basuki /  Caroline Vis (semifinali)
2. Alexandra Fusai /  Nathalie Tauziat (campionesse)
3. Anna Kurnikova /  Larisa Neiland (finale)
4. Lisa Raymond /  Rennae Stubbs (primo turno)

## Tabellone

### Legenda
| - Q = Qualificato - WC = Wild card - LL = Lucky loser | - ALT = Alternate - SE = Special Exempt - PR = Protected Ranking | - w/o = Walkover - r = Ritirato - d = Squalificato |